# Chiesa di Santa Maria della Latina
La chiesa di Santa Maria della Latina è stata una chiesa di Messina. Costituiva il primitivo Priorato di Santa Maria della Latina esistente vicino a Porta Buzzetta sulla strada d'accesso a Rocca Guelfonia. Il titolo del tempio dava il nome a tutta la contrada denominata «La Latina». Luogo di culto derivato in chiesa di Santa Maria dell'Arco.

## Storia

### Origini
Il tempio verosimilmente edificato su un preesistente luogo di culto pagano, nella cui area è stato rinvenuto un tumulo con l'iscrizione dedicata al tiranno Mamercus Imperator Mamertinorum, come descritto nel supplemento al compendio di Francesco Maurolico.
- 1168, Guglielmo II di Sicilia e la madre Margherita di Navarra concedono prerogative, esenzioni contenute in un privilegio.[1]
- 1178, Sono documentati la Confraternita dei Gentiluomini, il Priorato e la Commenda Regia.[3]
- 1260, L'abate Enrico effettua una concessione di case.[1]
- 1266, Papa Clemente IV riconosce indulgenze a fronte di elemosine estese alle popolazioni delle diocesi confinanti per le riparazioni e l'ingrandimento del tempio.[1]

### Epoca rinascimentale e secoli successivi
Nel 1596 l'arcivescovo Francisco Velardo de La Cuenca importò da Napoli un quadro raffigurante Santa Maria dell'Arco, titolo molto diffuso nell'area campana e accostato ad un prodigio avvenuto nel 1450.
- Nel 1600 la chiesa è ceduta dal Priore Commendatario alla Confraternita della Madonna dell'Arco ispirata alla Madonna dell'Arco partenopea.[3]
- Oratorio della Madonna dell'Arco.[3]

Sunto estratto dalla relazione circa la sacra regia visita di monsignor Giovanni Angelo de Ciocchis a Messina. Tra il 1741 e il 1743 l'incaricato regio compie per conto del sovrano di Sicilia Carlo III di Spagna una ricognizione generale di benefici e beni religiosi soggetti a patronato regio, all'interno dell'intero territorio siciliano e contemplati nella raccolta di atti e documenti denominati "Acta e Monumenta".
«Il Priorato di Santa Maria della Latina è promosso dal gran Conte Ruggero eretto come gancia dell'antico Monastero dei Padri Benedettini della Città di Gerusalemme. I frati di là scacciati o costretti alla fuga dalla Città Santa in seguito alle barbarie compiute dai Saraceni, riparano nelle rispettive gancie istituite in Sicilia: Agira sede del monastero di San Filippo d'Argirò di questo Regno di Sicilia, nel monastero di San Filippo il Grande e nel venerabile Priorato di Santa Maria della Latina della città di Messina.
Il Priorato ubicato presso Porta Buzzetta aveva il proprio luogo di culto nella chiesa della Madonna della Latina. Il 16 settembre 1600, per atti del notaio Alessandro Vistarchi, don Alberto Saladino, allora Priore di detto Priorato, perde le prerogative riconosciute dallo "Jure Patronatus" conferendo poteri all'illustre don Tommaso Bonfiglio di Gallari, governatore della compagnia o Confraternita di Santa Maria dell'Arco, a Giovan Domenico e Placido Pillizzi, consiglieri della suddetta confraternita. I futuri governatori e consiglieri possono liberamente e a piacimento disporre di lasciare il quadro in detta Chiesa di Santa Maria della Latina, con tutte le altre facoltà convenute nell'atto di contentamento, qualora i menzionati governatore e consiglieri, dovessero mantenere la proprietà di suddetta Chiesa in perpetuo.
All'atto della ricognizione della chiesa erano presenti quattro altari:
- "Abside principale": altare maggiore dedicato alla Vergine Maria, nella sopraelevazione dell'altare è presente un quadro che conferisce il titolo al luogo di culto, raffigurante la titolare Santa Maria della Latina;
- "Abside laterale": altare dedicato a Gesù Crocifisso con l'immagine di Nostro Signore pendente su la Croce. Santissimo Crocifisso della Provvidenza;[3]
- "Abside laterale": altare dedicato al Glorioso San Filippo d'Argirò;
- "Altare minore": altare dedicato a Santa Maria delle Grazie.»
- 1742, Lavori di restauro.[3]

## Epoca contemporanea
Il terremoto del 1908 distrusse l'edificio sacro. L'arcivescovo Angelo Paino trasferì il titolo della parrocchia presso la chiesa di San Francesco di Paola del convento dei frati dell'Ordine dei Minimi al 1860. All'interno si conserva il primitivo Crocifisso collocato nel transetto.

## Implicazioni
Il Priorato di Santa Maria della Latina congiuntamente all'attività del Priorato di Santa Croce e istituzioni cittadine similari erano retti da monaci costituiti sotto la regola di Sant'Agostino, avevano titolo di Canonici regolari dell'Ordine equestre del Santo Sepolcro di Gerusalemme. L'ordine cavalleresco dei gerosolimitani comprendeva i cristiani cavalieri (monaci benedettini che avevano impugnato le armi) e i cavalieri cristiani (soldati che diventavano religiosi: cavalieri San Giovanni di Gerusalemme, templari, teutonici, cavalieri del Santo Sepolcro). Coi loro possedimenti fornivano il necessario sostegno logistico lungo gli itinerari dei pellegrini diretti in Terra santa.
A Messina l'attività dei Priorati e il successivo insediamento dell'Ordine Francescano custode dei luoghi santi, favorisce lo sviluppo e la diffusione, sull'impronta della vera Via Crucis, delle primitive manifestazioni cittadine delle Barette, in essa trovano fondamento i riti della Settimana Santa della provincia e dell'intera regione.